# Kalk Bay
Kalk Bay est un village de pêcheurs sud-africain donnant sur la côte ouest de False Bay. Situé entre les communes limitrophes de St James au nord-est et de Fish Hoek au sud-ouest, Kalk Bay constitue aujourd'hui un faubourg de la ville du Cap.
La ligne de chemin de fer qui part du Cap et va à Simon's Town passe par cette localité depuis 1883. À certains endroits, la voie passe à quelques mètres de l'océan.
D'importantes grottes se trouvent à proximité, dans les montagnes qui surplombent le village. Elles ont la particularité d'être formées de grès ce qui n'est pas courant pour ce genre de formation géologique.

## Démographie
Kalk Bay comprend plus de 700 résidents, principalement des blancs (54,57 %) et des coloureds (32,29 %). Les noirs, population majoritaire dans le pays, représentent 8,14 % des habitants.
Les habitants sont à 86,33 % de langue maternelle anglaise, à 10,29 % de langue maternelle afrikaans et à 0,77 % de langue maternelle xhosa.

## Historique

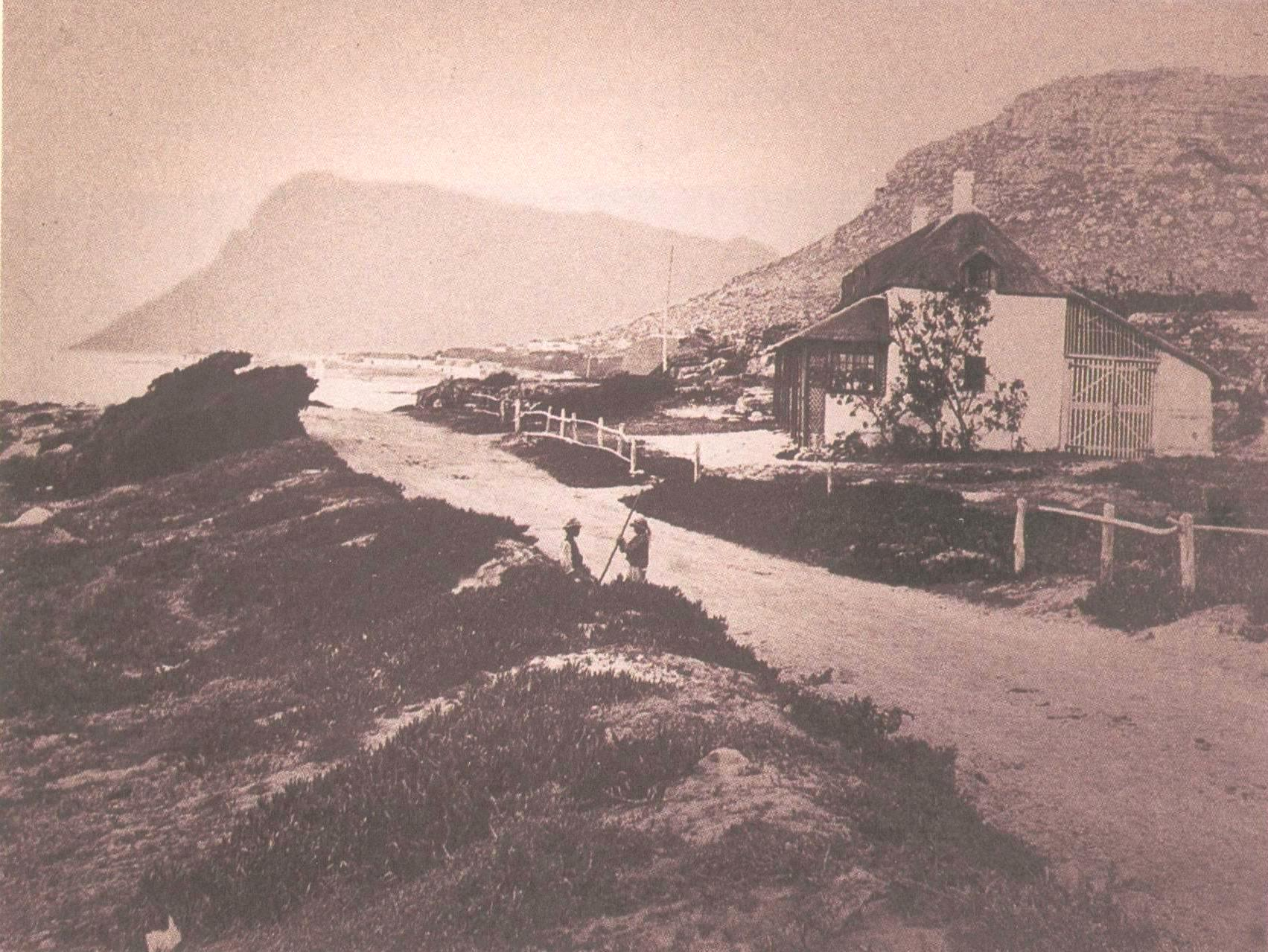
La route principale de Kalk Bay et Beaufort Cottage vers 1880

L'histoire moderne de Kalk Bay commence en 1742 lorsque la Compagnie néerlandaise des Indes orientales proclame que la baie de Simon servirait d'ancrage durant les mois d'hivers austral (15 mai au 15 août). Cependant, la baie est encore difficile d'accès et les terrains peu propices à la construction (falaises abruptes, sables mouvants ...). Le lieu de Kalk Bay sert d'abord de port en miniature de transition et d'entrepôt avant la construction des infrastructures de Simonstown. En 1795, les Britanniques occupent Le Cap et construisent une route de bonne qualité entre Le Cap et Simonstown. Kalk Bay tombe alors en désuétude. En 1820, son activité repart avec le développement de la chasse à la baleine à flèche qui devient la 3e plus grande activité industrielle de la colonie du Cap derrière l'agriculture et de la viticulture. 
La chasse est tellement importante qu'elle provoque la quasi extinction de la population de baleines vivant autour de ces rives. Vers 1835, Kalk Bay retombe dans une certaine torpeur. Au milieu des années 1840, un équipage philippin qui a fait naufrage à la pointe du Cap, s'installe à Kalk Bay où ils développent l'industrie de la pêche aux poissons. La population philippine de Kalk Bay croit jusqu'en 1898, année où les Américains prennent possession des Philippines encourageant de nombreux réfugiés philippins, installés à Kalk Bay, à retourner dans leurs pays. Une soixantaine de familles philippines (de la Cruz, Fernandez, Menigo ou encore Erispe) demeurent cependant à Kalk Bay au côté de nombreux anciens esclaves et fils d'esclaves émancipés originaires de Batavia et de Malaisie.
L'arrivée du chemin de fer en 1883 modifie encore la physionomie des lieux. Le village de pêcheurs voit la construction de multiples résidences secondaires, de pensions, d'hôtels, d'écoles et de commerces. Le village fusionne avec celui de Muizenberg en 1897 pour devenir la municipalité de Kalk Bay avant d'intégrer la municipalité du Grand Cap en 1913. Durant l'apartheid, le village parvient à ne pas faire appliquer le Group Areas Act.
Si Kalk Bay garde de nos jours sa caractéristique de port de pêche, en dépit de la réduction des stocks de poissons et de la mise en place de quotas, il devient connu pour ses magasins d'antiquités, d'art et de bric-à-brac.

## Politique

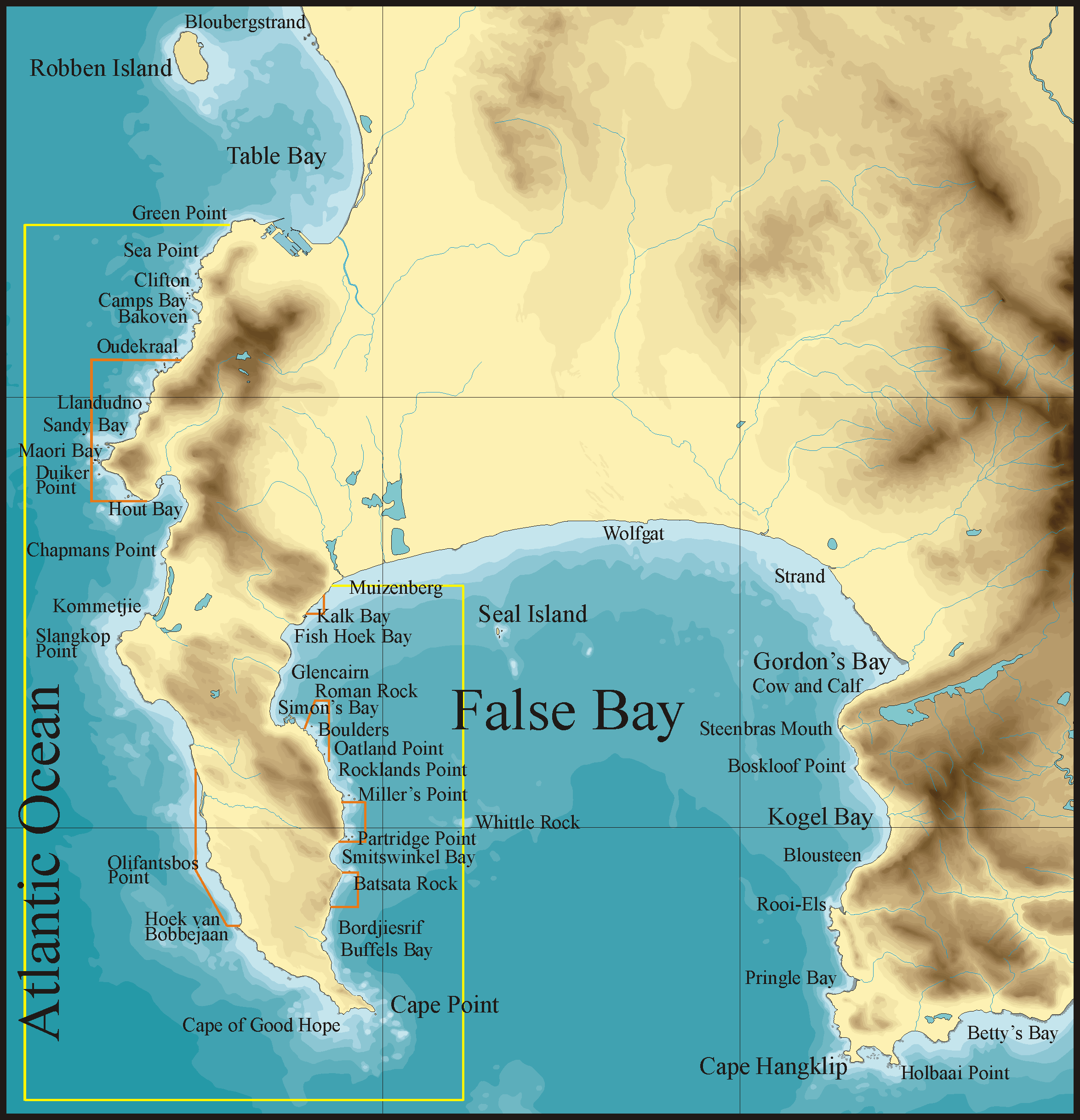
Carte topographique de False Bay où se situe Kalk Bay

Depuis la refondation de la municipalité du Cap en 2000, Kalk Bay est situé dans le 19e arrondissement (sub council 19) et dans la circonscription municipale n° 64 (recouvrant également Fish Hoek - Clovelly - Muizenberg - St. James - Lakeside - Marina da Gama) dont le conseiller municipal est, depuis 2016, Aimee Kuhl (DA).